# 헤네랄리페

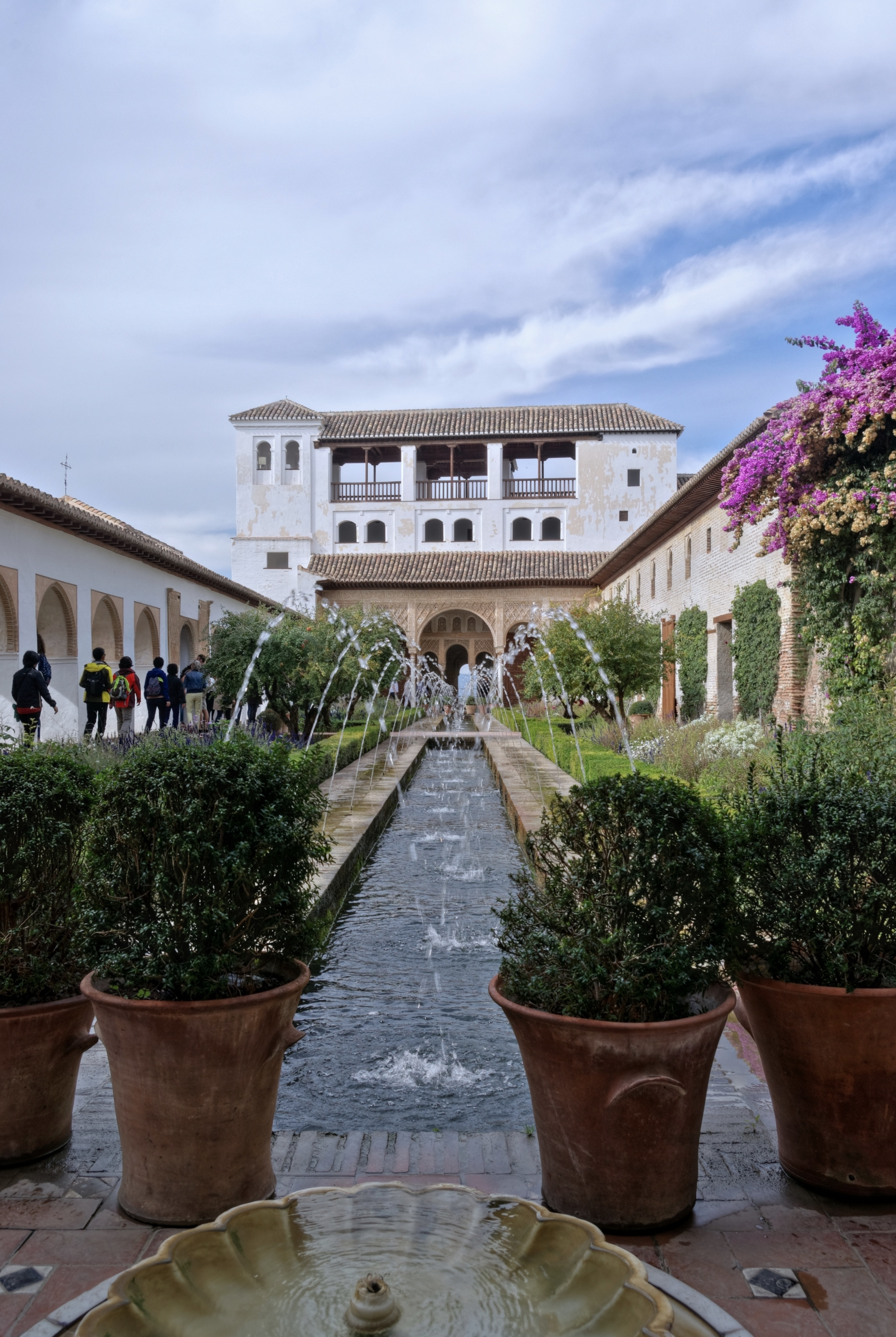
아세키야

헤네랄리페(스페인어: Generalife)는 스페인 그라나다에 있는 알람브라 궁전의 동쪽 오르막길에 위치한 이슬람 건축물이다. 무하마드 3세 시대에 건설되었으며, 나스르 왕조 시대의 여름 별장이었다.